# Parodia tuberculata
Parodia tuberculata ist eine Pflanzenart aus der Gattung Parodia in der Familie der Kakteengewächse (Cactaceae). Das Artepitheton tuberculatus stammt aus dem Lateinischen, bedeutet ‚gehöckert‘ und verweist auf die gehöckerten Rippen der Triebe.

## Beschreibung
Parodia tuberculata wächst einzeln. Die graugrünen, kugelförmigen Triebe erreichen Wuchshöhen von bis zu 10 Zentimeter und Durchmesser von 14 Zentimeter. Der niedergedrückte Triebscheitel ist weiß bewollt. Die etwa 13 bis 20 spiralförmig angeordneten Rippen sind in große, runde Höcker untergliedert. Die vier grauen Mitteldornen weisen Längen von 1,3 bis zu 1,8 Zentimeter auf. Einer von ihnen ist abwärts gerichtet und leicht gehakt. Die zehn bis elf ebenfalls grauen Randdornen sind nadelig und ausgebreitet. Sie liegen an der Trieboberfläche an und sind 0,7 bis 1 Zentimeter lang.
Die kurz glockenförmigen, rotorangefarbenen bis blutroten Blüten erreichen Längen von 1,8 bis 2,5 Zentimeter. Ihr Perikarpell und die Blütenröhre sind mit dichten weißen Haaren und Schuppen besetzt. Die obersten Schuppen tragen kurze Borstem. Die Narben sind gelblich. Die purpurfarbenen, kugelförmigen Früchte sind kahl und bis zu 6 Millimeter lang. Sie enthalten trüb schwarze Samen von 0,8 Millimeter Durchmesser, die fein gehöckert sind.

## Verbreitung, Systematik und Gefährdung
Parodia tuberculata ist in den bolivianischen Departamentos Chuquisaca und Potosí in Höhenlagen von 2200 bis 2700 Metern verbreitet.
Die Erstbeschreibung durch Martín Cárdenas wurde 1951 veröffentlicht. Ein nomenklatorisches Synonym ist Bolivicactus tuberculatus (Cárdenas) Doweld (2000).
In der Roten Liste gefährdeter Arten der IUCN wird die Art als „Least Concern (LC)“, d. h. als nicht gefährdet geführt.

## Nachweise